# Jumeauville
Jumeauville est une petite commune agricole française des Yvelines (arrondissement de Mantes-la-Jolie, région Île-de-France).
Ses habitants sont appelés les Jumeauvillois.

## Géographie

### Situation
La commune de Jumeauville se trouve sur le plateau du Mantois à mi-distance entre Épône et Thoiry, à 6 km à l'ouest de Maule et à 15 kilomètres environ au sud-est de Mantes-la-Jolie.
Le territoire communal s'étend essentiellement sur un plateau (altitude d'environ 125 mètres) voué à la grande culture. Il est traversé par une vallée relativement encaissée (altitude 90 m) orientée sud-est - nord-ouest dans laquelle le village est blotti et dont n'émerge que le clocher de l'église. Ce vallon se poursuit vers le nord-ouest vers Senneville où prend naissance  le ru du même nom.

### Communes limitrophes
Les communes limitrophes en sont Épône au nord-est, Maule à l'est, Andelu au sud-est, Goupillières au sud, Hargeville au sud-ouest, Goussonville à l'ouest et Mézières-sur-Seine au nord.
Le territoire est essentiellement rural (94 %) et peu boisé (environ 10 % de la surface en bois, dans la pointe nord de la commune. L'habitat est entièrement groupé dans le bourg, à l'exception de la ferme du logis située sur le plateau agricole au sud du village.

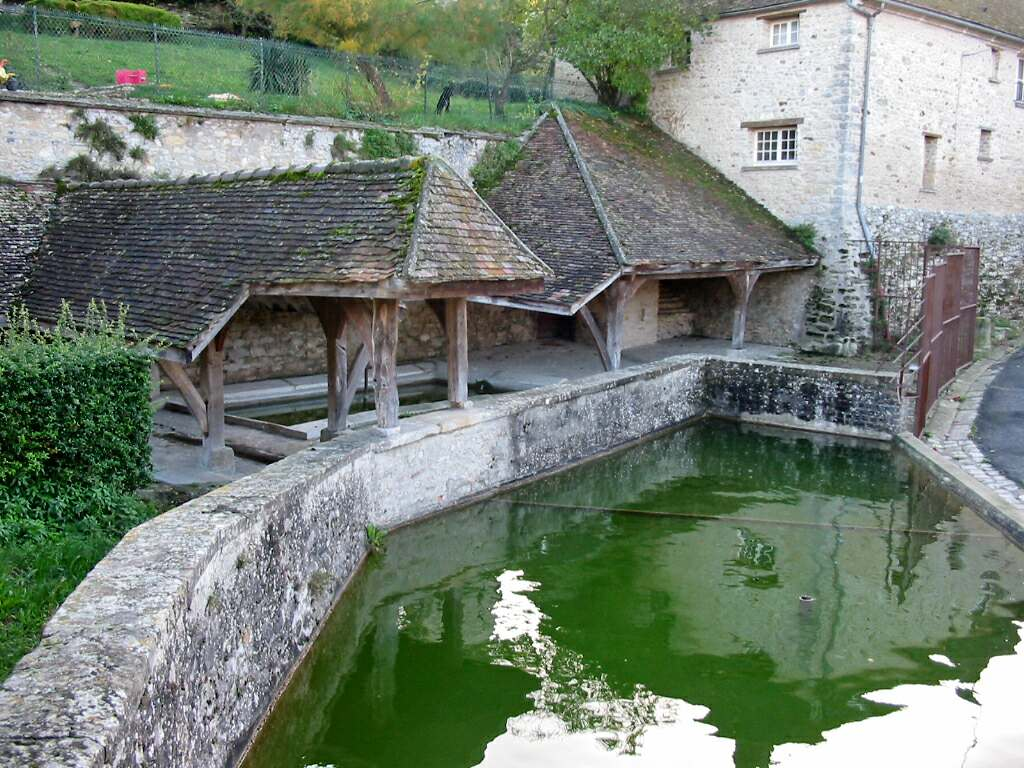
La fontaine et le lavoir Saint-Pierre.

### Voies de communication et transports
Située à l'écart des grands axes, la commune est desservie par la route départementale 158 qui la relie à la vallée de la Mauldre vers l'est et Mantes-la-Jolie vers le nord-ouest.
Un sentier de grande randonnée, le GR 26, passe dans les bois dans le nord de la commune.
La commune est desservie par la ligne 45 du réseau de bus du Mantois.

### Climat
Pour des articles plus généraux, voir Climat de l'Île-de-France et Climat des Yvelines.
En 2010, le climat de la commune est de type climat océanique dégradé des plaines du Centre et du Nord, selon une étude du CNRS s'appuyant sur une série de données couvrant la période 1971-2000. En 2020, Météo-France publie une typologie des climats de la France métropolitaine dans laquelle la commune est exposée à un climat océanique et est dans la région climatique Sud-ouest du bassin Parisien, caractérisée par une faible pluviométrie, notamment au printemps (120 à 150 mm) et un hiver froid (3,5 °C).
Pour la période 1971-2000, la température annuelle moyenne est de 10,6 °C, avec une amplitude thermique annuelle de 14,2 °C. Le cumul annuel moyen de précipitations est de 690 mm, avec 11,3 jours de précipitations en janvier et 7,8 jours en juillet. Pour la période 1991-2020, la température moyenne annuelle observée sur la station météorologique la plus proche, située sur la commune de Maule à 5 km à vol d'oiseau, est de 11,8 °C et le cumul annuel moyen de précipitations est de 677,0 mm,. Pour l'avenir, les paramètres climatiques de la commune estimés pour 2050 selon différents scénarios d'émission de gaz à effet de serre sont consultables sur un site dédié publié par Météo-France en novembre 2022.
| Mois                                  | jan.             | fév.           | mars         | avril         | mai           | juin           | jui.         | août           | sep.            | oct.            | nov.           | déc.           | année      |
| ------------------------------------- | ---------------- | -------------- | ------------ | ------------- | ------------- | -------------- | ------------ | -------------- | --------------- | --------------- | -------------- | -------------- | ---------- |
| Température minimale moyenne (°C)     | 1,7              | 1,3            | 3,1          | 4,9           | 8,5           | 11,6           | 13,4         | 13,1           | 10,1            | 7,7             | 4,4            | 2,1            | 6,8        |
| Température moyenne (°C)              | 4,7              | 5,1            | 8            | 10,8          | 14,4          | 17,7           | 19,8         | 19,5           | 16,1            | 12,2            | 7,8            | 5,1            | 11,8       |
| Température maximale moyenne (°C)     | 7,7              | 8,9            | 12,9         | 16,7          | 20,4          | 23,7           | 26,2         | 26             | 22              | 16,8            | 11,3           | 8              | 16,7       |
| Record de froid (°C) date du record   | −17,2 17.01.1985 | −14,5 07.02.12 | −12 13.03.13 | −5,4 06.04.21 | −2 03.05.1967 | 0,5 05.06.1991 | 5 11.07.1990 | 3,5 28.08.1974 | 0 30.09.18      | −5,2 30.10.1985 | −10 24.11.1998 | −15 31.12.1970 | −17,2 1985 |
| Record de chaleur (°C) date du record | 16 01.01.22      | 21 27.02.19    | 27 31.03.21  | 30 21.04.18   | 33 27.05.05   | 38 27.06.11    | 43 25.07.19  | 41 10.08.03    | 37,5 03.09.1973 | 30,5 01.10.11   | 22,5 01.11.14  | 17 07.12.00    | 43 2019    |
| Précipitations (mm)                   | 57,3             | 49,6           | 50,9         | 46,5          | 65,4          | 56             | 53           | 52,8           | 46              | 65,3            | 61,3           | 72,9           | 677        |

## Urbanisme

### Typologie
Au 1er janvier 2024, Jumeauville est catégorisée commune rurale à habitat dispersé, selon la nouvelle grille communale de densité à sept niveaux définie par l'Insee en 2022.
Elle est située hors unité urbaine. Par ailleurs la commune fait partie de l'aire d'attraction de Paris, dont elle est une commune de la couronne,. Cette aire regroupe 1 929 communes,.

### Occupation des solssimplifiée
Le territoire de la commune se compose en 2017 de 94,2 % d'espaces agricoles, forestiers et naturels, 2,53  % d'espaces ouverts artificialisés et 3,27 % d'espaces construits artificialisés.

## Toponymie
La plus ancienne mention de Jumeauville est Fleomodi Villa vers 825, forme qui ne fut pas comprise par certains. La fricative laryngée sourde du germanique /H/ est tombée à partir du IXe siècle. Les Mérovingiens avaient rendu la spirante Chlotarius > Hlodharius > Lothaire. Postérieurement /H/ a été parfois assimilé à un /F/: Flodoveus > Louis. Donc la première lettre de Fleomodi représente cette ancienne fricative. L'évolution des mentions ultérieures suggère une mélecture de la deuxième lettre /L/ à la place d'un /I,J/. Il faut lire Fjeomodi villa. L'analyse étymologique de FIemodi villa suggère que ce nom composé du germanique FIeomodi et du latjn villa "domaine", a pu apparaitre à l'époque mérovingienne.
Cette graphie évolua par attraction paronymique (étymologie populaire) en Jumelvilla en 1118, Willelmus de Jumovilla en 1191, Jomevilla vers 1272,,, Jumelvilla en 1351, Jumeauville, Jumeauvilla vers 1485, maistre Iean coruasier, curé de Iumeauuille en 1567, Cure de Iumeauuille en 1648, Jumeauville vers 1757 et 1850
Le premier terme se décompose en Gaut "dieu, divinité" et mod, modo "courage, esprit",,. D'où la signification possible de Jumeauville " Le domaine de l'Esprit Divin".
L'interprétation paronymique Jumo > Jumeau a pu donner à croire, à l'existence de deux châteaux et l'opposition de deux villes jumelles.

## Histoire

### Antiquité
- À l'époque de l'indépendance gauloise, avant le Ier siècle av. J.-C., Jumeauville appartenait au territoire du peuple Carnutes.
- Dès l’époque romaine, le territoire de Jumeauville est traversé  par une voie antique nord-sud, allant d’Épône à Richebourg et Chartres. La limite communale entre Goussonville et Jumeauville suit cet ancien grand chemin, proche on note le toponyme La Voie. D’autres voies secondaires semblent exister. Il a été identifié sept sites d'habitat gallo-romain, du Ier siècle et IIIe siècle, les lieux-dits : la Fosse Rouge, les Noues, les Bricons, la Voye, le Trou Rouge, les Limons, la Chaussée[30].

### Mérovingiens & Carolingiens
- La période mérovingienne a été identifiée par des céramiques granuleuses : la Fosse Rouge, les Noues, les Bricons IVe siècle et Ve siècle[30].
- L'époque carolingienne est présente aux Bricons, identifiée par des fragments de céramique peinte du IXe siècle[30]. Le territoire de Fleomodi villa (Jumeauville) appartenait à l'abbaye de Saint-Germain-des-Prés. Elle colonisa cette région. Les premiers habitants connus, appartenant à l'abbaye, sont  Leo, colon, et sa femme Widelindis, colonne, et leurs trois enfants Adalboldus, Feodo, Ermenardus et dépendaient de Semodi Villa (Senneville, ham. de Guerville).

### Capétiens
- Après les invasions des Normandes à la seconde moitié du IXe siècle, la région fut troublée et la terre de Jumeauville passa sous le contrôle d'un seigneur laïc.
- Vers 1118, Baldricus Rufus de Monte-Forti  (Baudry-le-Roux de Montfort) était seigneur de Jumeauville. S'étant rendu moine il donna aux religieux de Maule l'église et la dîme de cette paroisse[31]. Ceci nous indique que l'église dédiée à Saint-Pierre-aux-liens a été édifiée, au moins, à la fin du XIe siècle. Elle a peut-être été établie près du castrum que Baudry a du édifier pour défendre le seigneurie. Ce qui pourrait expliquer la position excentrée de l'église par rapport au village et l'aspect massif et carré du clocher sur le flanc de la nef.

- Vers 1174, le légat du pape confirme à l'abbaye de Neauphle-le-Vieux des maisons et terres à Jumeauville[32]. Dès cette époque il semble qu'une sorte de partition de la seigneurie ait eu lieu entre le prieuré de Maule et l'abbaye de Neauphle-le-Vieux, qui sera à l'origine de conflits ultérieurs.
- En 1191, nous avons Willelmus de Jumovilla[33] qui rend compte au roi Philippe-Auguste au bailliage de Pont-Audemer. Ce personnage devait avoir un lien avec la paroisse.
- Une charte de 1206 contient le procès qui eut lieu entre le Prieur de Maule, le curé de Jumeauville et Simon de Marolles, chevalier, au sujet d'une dîme et des novales de Jumeauville. Les parties se mirent d'accord[34]. Simon de Marolles ou Mareuil (de Marolio), chanoine de Meaux, confirme la vente d'une maison par Simon de Poissy aux frères de la chevalerie du Temple, en 1232[35].
- En 1260, le village de Jumovilla (Jumeauville) compte 90 parrochiana (paroissiens), la cure dépend de l'abbé de saint-Evroult, par son prieuré de Maule[36]. Le partage de la seigneurie entre religieux pourrait expliquer la disparition du castrum de Baudry et l'absence de seigneurs de Jumeauville entre le XIIe siècle et XIVe siècle.

### La famille de LandesXIVesiècleauXVesiècle
La seigneurie de Jumeauville fut dans la famille de Landes. Cette famille d'origine génoise s'établit à Paris pour faire la banque en 1348. Maître des monnaies en 1339, receveur de la reine en 1356. Le royaume commence la guerre de Cent Ans et les révoltes populaires. Il faut financer les troupes de guerriers. Sa fortune s'accrut considérablement. Il acquit de Guillaume Mauvoisin la terre de Magnanville, le fief de Beaurepaire (Soindres), près de Mantes. Il mourut en 1396, laissant un fils, Bertaud de Landes. Financier lui aussi Maître de la monnaie de Paris en 1386, général maître des Monnaies de France en 1387. Il était décédé en 1398.
Le toponyme Le Logis (ferme), qui figure sur une carte de 1764-1774, est apparu en ancien français au milieu du XIVe siècle, ce qui coïncide avec l'arrivée de la famille de Landes dans la région. Elle a, peut-être, été à l'origine de son établissement, en créant un nouveau fief hors du village, y exerçant certain tribunal comme le lieu-dit Laudience le suggère. Ceci pourrait-être à l'origine de la croyance de l'existence de deux châteaux à Jumeauville, rapporté  au XIXe siècle par Cassan, renforçant la paronymie du Moyen Âge Jumelvilla.
Jeanne de Landes, fille du précédent, fut Dame de Jumeauville. Ce qui laisse supposer que cette seigneurie fut achetée par cette riche famille, peut-être pour son mariage. Nous sommes en plein milieu de la guerre de Cent Ans. Le roi Charles V le Sage est mort en 1380 et la guerre civile régna jusqu'en 1429 ruinant les campagnes. Par son mariage elle apportera cette seigneurie à la famille de Jean du Pré, marchand épicier, bourgeois de Paris, échevin en 1417 et valet de chambre de Jean de France, duc de Berry. En 1447, ils constituèrent une rente de 20 sols parisis au Collège de Cornouailles de Paris.
Léonarde du Pré, fille du précédent, Dame de Jumeauville, apporta en douaire cette seigneurie avec son mariage avec Germain Paillart.

### La famille PaillartXVesiècleauXVIesiècle
La famille Paillart était originaire d'Auxerre, où Jean I était bourgeois de cette ville à la fin du XIVe siècle,. Il était le beau-frère de l'évêque de Noyon. En septembre 1377 les habitants d'Auxerre lui achetèrent "une queue de vin de pinot pour en faire présent au duc de Bourgogne qui passait dans leur ville.
Christophe I, fils du précédent. Il fut employé par le roi Louis XI en diverses affaires importantes à son service. Particulièrement au traité de paix du "Bien Public" en 1465. Il vivait encore en 1470.
Germain Paillart (+ vers 1459), fils du précédent, est seigneur de Jumeauville par son épouse Léonarde du Pré, Dame de Jumeauville, fille de Jean du Pré,  bourgeois de Paris, échevin en 1417 et Valet de chambre de Jean de France, duc de Berry et de Jeanne de Landes.
Jean III Paillart, fils du précédent, conseiller du roi, époux de Gillette Ripault fille d'un conseiller du roi. En mars 1504, c'est peut-être lui ou son fils, sire Jehan Paillart qui participa à l'assemblée faicte au bureau de l'Otel de la Ville (Paris), concernant un don aux frères prêcheurs. Il fut seigneur de Jumeauville jusqu'à sa mort en 1507.
Jehan IV Paillart, fils du précédent, seigneur de Jumeauville, en partie, et de Goupillières. Il est l'époux de Jeanne de Vitry, dame de Goupillières. En 1516, la prévôté, terres, héritages, cens, rentes, champarts, justice et autres droits seigneuriaux de Jumeauville appartenant à l'Abbaye de Neauphle sont affermées moyennant 120 livres,.

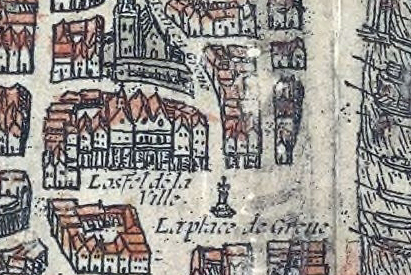
vers 1530 Braun Paris place de Grèves Hotel de ville.

Jacques I Paillart, fils du précédent, est seigneur de Jumeauville, Douxmesnil (ou du Mesnil), Goupillères. Le lundi 16 août 1537,  Maistre Jacques Paillart, seigneur de Jumeauville, fut élu échevin de la ville de Paris. Le 13 septembre 1552, il est nommé gouverneur de l'Hôpital du Saint-Sépulcre-en-Grève : Cejourdhuy, sept heures du matin, Monsr maistre Christophe de Thou, prevost des marchands de la ville de Paris, acompaigné de monsr maistre Jacques Paillart, seigneur de Jumeauville, à présent maistre et gouverneur du Sainct-Esprit en Grêve,et du greffier de la dicte ville, se sont transportez en la place de Grève, le long de la place au charbon, en une maison appartenant au dict. Sainct –Esprit, à laquelle on a de nouvel encommancé faire quelque closture et édifice dessoubz les pilliers qui y sont d’ancienneté, pour héberger et mettre à couvert le peuple, advenans temps de pluyes ou autre divers temps. Et il resta échevin jusqu'à son décès, en 1566. Il était l'époux de Catherine Le Picart.
Jacques II (alias Jean) Paillart, fils du précédent, seigneur de Jumeauville, Goupillères. Le 4 mars 1566, le seigneur de Jumeauville et de Doux-Mesnil, donne à sa fille Catherine qui se marie avec André Le Roux, conseiller du roi, auditeur en la Chambre des Comptes, pour leurs épouzailles la somme de 5 000 livres tournois. En 1573, le conflit entre le seigneur de Jumeauville et les religieux reprend : Sentence rendue par le prévost de Paris le 10° avril 1573 entre les abbé, religieux et couvent de Neaufle et le seigneur de Jumeauville par laquelle lesdits abbé et religieux ont main levée (suspension) de la saisie féodale faicte par ledit seigneur de Jumeauville sur les héritages et droicts appartenans audit couvent de Neaufle.
Finalement en 1578, le seigneur de Jumeauville est condamné aux dommages et intérests de ladite saisie féodale envers lesdits abbé et religieux de Neauphle-le-Vieux, liquidés à 6 escus d'or, à laquelle sentence sont attachées trois autres sentences du prévost de Paris pour avoir payement desdits dommages. En 1580, le sieur de Jumeauville obtient 50 voix, la majorité des voix pour être premier échevin, mais le roi  Henri III choisit un autre.  En 1582, le seigneur de Jumeauville et de Goupillières qui demeurait à Paris rue de la Poterie, paroisse Saint-Merry, passe contrat de mariage avec une riche veuve, Catherine de Reims (ou Rhains, Rennes). En 1583, Jacques Paillard, sieur de Jumeauville, conseiller de Ville, demande et obtient pour son frère, Jean Paillard, sieur de Goupillières, de la survivance de son office de Conseiller de la Ville. Celui-ci sera reçu le 28 janvier 1583. En 1584, Jacques Paillart, seigneur de Jumeauville, conseiller de la ville de Paris est un des six personnes qui portèrent le dais recouvrant le corps du défunt duc d'Anjou fils de Catherine de Médicis. En avril 1587, le sieur de Jumeauville et Goupillières qui demeure toujours à Paris rue de la Porterie, paroisse Saint-Merry vend ses droits de tenure féodale d'un quart du bourg de Beynes à Philippe Hurault, comte de Cheverny, Chancelier de France, gouverneur et lieutenant général  pour les villes et duchés d'Orléans, Chartres, Blaisois, Amboise, Loudunois, En 1590, au cours du siège de Paris, le seigneur de Jumeauville se fit rançonner : "des plus grandes et anciennes familles de Paris, fut aussi constitué prisonnier, sans luy avoir trouvé armes et baston, auquel on tira la somme de trois cens escuz et de plusieurs autres clercs du palais furent aussi victimes".
Au XIXe siècle, le préfet Cassan est le seul à rapporter que l'église de Jumeauville aurait été brulée par les Calvinistes en 1585.

### La famille FrédetXVIesiècleauXVIIIesiècle
Au milieu du XVIe siècle la seigneurie de Jumeauville est morcelée par les héritages et les guerres. Roger Fournier est aussi seigneur en partie de Jumeauville à la même date. Mais c'est la famille de Frédet qui réunit les terres de Jumeauville.
Jehan de Frédet, dont la dalle funéraire, repose dans l'église de Jumeauville (+v.1521).
Charles de Frédet, fils du précédent, est "seigneur du Hault Rozay et de Jumeauville en partie" en 1556. Il est inhumé dans l'église de Saint-Martin de Villette paroisse dont dépendait Rosay.
Claude de Fredet, seigneur de Jumeauville, fils du précédent, passe contrat de mariage avec Madeleine (ou Marg.) Aymery (ou Hemery). En 1565, son père lui fait donation  du manoir de la terre et seigneurie de Jumeauville et l'hôtel Dubois, portion des dites terres et seigneuries et portion de la seigneurie du Haut Rosay, le tout situé au bailliage de Mantes.
Mery de Frédet, seigneur de Jumeauville, fils du précédent, épouse Françoise Arnoult. Bien que l'Édit de Nantes soit en vigueur, certain demande que l'on déterre les huguenots des cimetières catholiques. C'est le cas à Jumeauville où, en 1606, on demande l'exhumation de Marie Vassal enterrée quatre ou cinq ans auparavant, mais le procureur général demande  un esprit de réconciliation, et ne pas troubler l'unité et la paix.
Charles II de Frédet (°1624 + 1677), seigneur de Jumeauville, fils du précédent, qui épouse Catherine Bréthet.
Charles III de Frédet, seigneur de Jumeauville, fils du précédent, épouse le 23 novembre 1677 Marguerite Barquiller de Heuqueville.
René-Charles de Frédet (°1680 + 1767), seigneur de Jumeauville, fils du précédent.
Les  titres des Frédet passent ensuite aux Hallot de Goussonville.
Louis Cochin, au nom de la Congrégation de l'Oratoire, dote d'une rente la fabrique de Jumeauville, 8 juillet 1765.

## Politique et administration

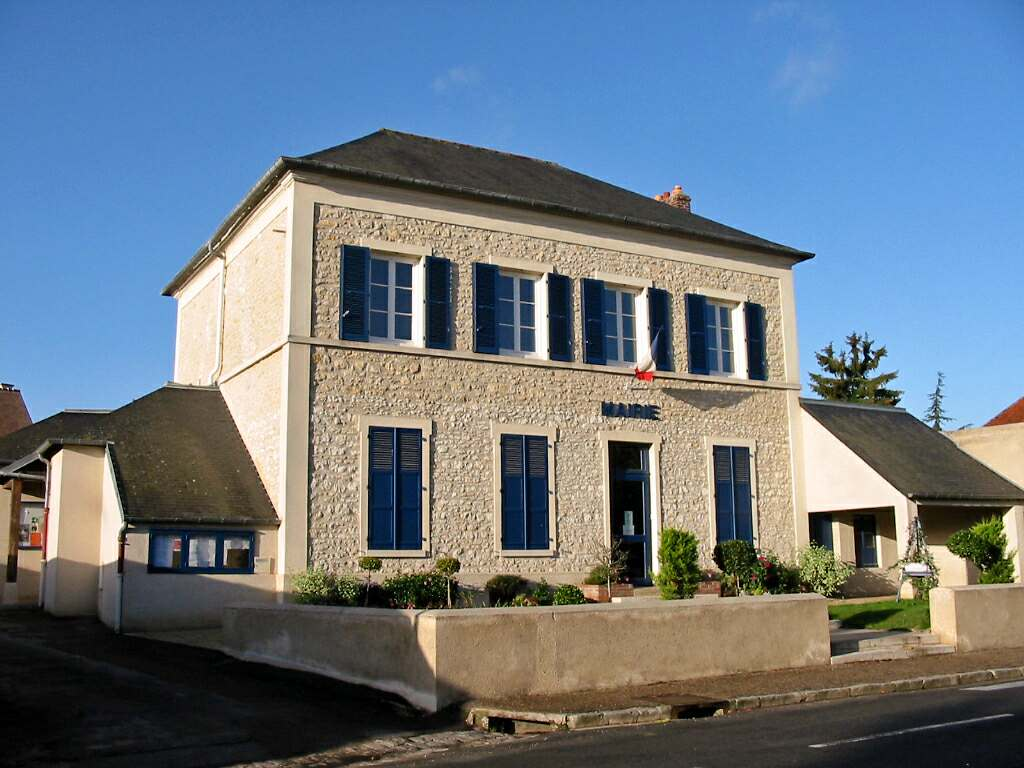
La mairie.

### Instances administratives et judiciaires
La commune de Jumeauville appartient au canton de Bonnières-sur-Seine et est rattachée à la communauté urbaine Grand Paris Seine et Oise (GPS&O).
Sur le plan électoral, la commune est rattachée à la neuvième circonscription des Yvelines, circonscription à dominante rurale du nord-ouest des Yvelines.
Sur le plan judiciaire, Jumeauville fait partie de la juridiction d’instance de Mantes-la-Jolie et, comme toutes les communes des Yvelines, dépend du tribunal de grande instance ainsi que de tribunal de commerce sis à Versailles,.

## Population et société

### Démographie

#### Évolution démographique
L'évolution du nombre d'habitants est connue à travers les recensements de la population effectués dans la commune depuis 1793. Pour les communes de moins de 10 000 habitants, une enquête de recensement portant sur toute la population est réalisée tous les cinq ans, les populations de référence des années intermédiaires étant quant à elles estimées par interpolation ou extrapolation. Pour la commune, le premier recensement exhaustif entrant dans le cadre du nouveau dispositif a été réalisé en 2008.

En 2022, la commune comptait 624 habitants, en évolution de +2,46 % par rapport à 2016 (Yvelines : +2,72 %, France hors Mayotte : +2,11 %).
| 1793 | 1800 | 1806 | 1821 | 1831 | 1836 | 1841 | 1846 | 1851 |
| ---- | ---- | ---- | ---- | ---- | ---- | ---- | ---- | ---- |
| 405  | 396  | 363  | 373  | 393  | 401  | 400  | 413  | 416  |

| 1856 | 1861 | 1866 | 1872  | 1876 | 1881 | 1886 | 1891 | 1896 |
| ---- | ---- | ---- | ----- | ---- | ---- | ---- | ---- | ---- |
| 433  | 413  | 415  | 1 420 | 416  | 408  | 434  | 381  | 385  |

| 1901 | 1906 | 1911 | 1921 | 1926 | 1931 | 1936 | 1946 | 1954 |
| ---- | ---- | ---- | ---- | ---- | ---- | ---- | ---- | ---- |
| 355  | 365  | 363  | 331  | 330  | 318  | 299  | 270  | 332  |

| 1962 | 1968 | 1975 | 1982 | 1990 | 1999 | 2006 | 2008 | 2013 |
| ---- | ---- | ---- | ---- | ---- | ---- | ---- | ---- | ---- |
| 340  | 346  | 354  | 552  | 532  | 554  | 582  | 586  | 597  |

| 2018 | 2022 | - | - | - | - | - | - | - |
| ---- | ---- | - | - | - | - | - | - | - |
| 609  | 624  | - | - | - | - | - | - | - |

#### Pyramide des âges
En 2018, le taux de personnes d'un âge inférieur à 30 ans s'élève à 35,3 %, soit en dessous de la moyenne départementale (38 %). À l'inverse, le taux de personnes d'âge supérieur à 60 ans est de 22,3 % la même année, alors qu'il est de 21,7 % au niveau départemental.
En 2018, la commune comptait 311 hommes pour 298 femmes, soit un taux de 51,07 % d'hommes, largement supérieur au taux départemental (48,68 %).
Les pyramides des âges de la commune et du département s'établissent comme suit.
| Hommes | Classe d’âge | Femmes |
| ------ | ------------ | ------ |
| 0,0    | 90 ou +      | 0,3    |
| 4,5    | 75-89 ans    | 7,0    |
| 16,1   | 60-74 ans    | 16,8   |
| 23,5   | 45-59 ans    | 23,8   |
| 17,0   | 30-44 ans    | 20,5   |
| 14,5   | 15-29 ans    | 12,8   |
| 24,4   | 0-14 ans     | 18,8   |

| Hommes | Classe d’âge | Femmes |
| ------ | ------------ | ------ |
| 0,6    | 90 ou +      | 1,4    |
| 6      | 75-89 ans    | 7,8    |
| 13,5   | 60-74 ans    | 14,8   |
| 20,7   | 45-59 ans    | 20,1   |
| 19,6   | 30-44 ans    | 19,9   |
| 18,5   | 15-29 ans    | 16,8   |
| 21,2   | 0-14 ans     | 19,2   |

## Économie
Commune essentiellement agricole : grande culture de céréales (blé, maïs) et protéagineux (tournesol, pois, colza), horticulture.
La ferme du Logis, dont les corps de bâtiments disposés autour d'une cour carrée datent du XVIIe siècle, pratique en saison la vente-cueillette de fruits et légumes. C'est la première à avoir lancé cette mode dans les Yvelines en 1977.

## Culture locale et patrimoine

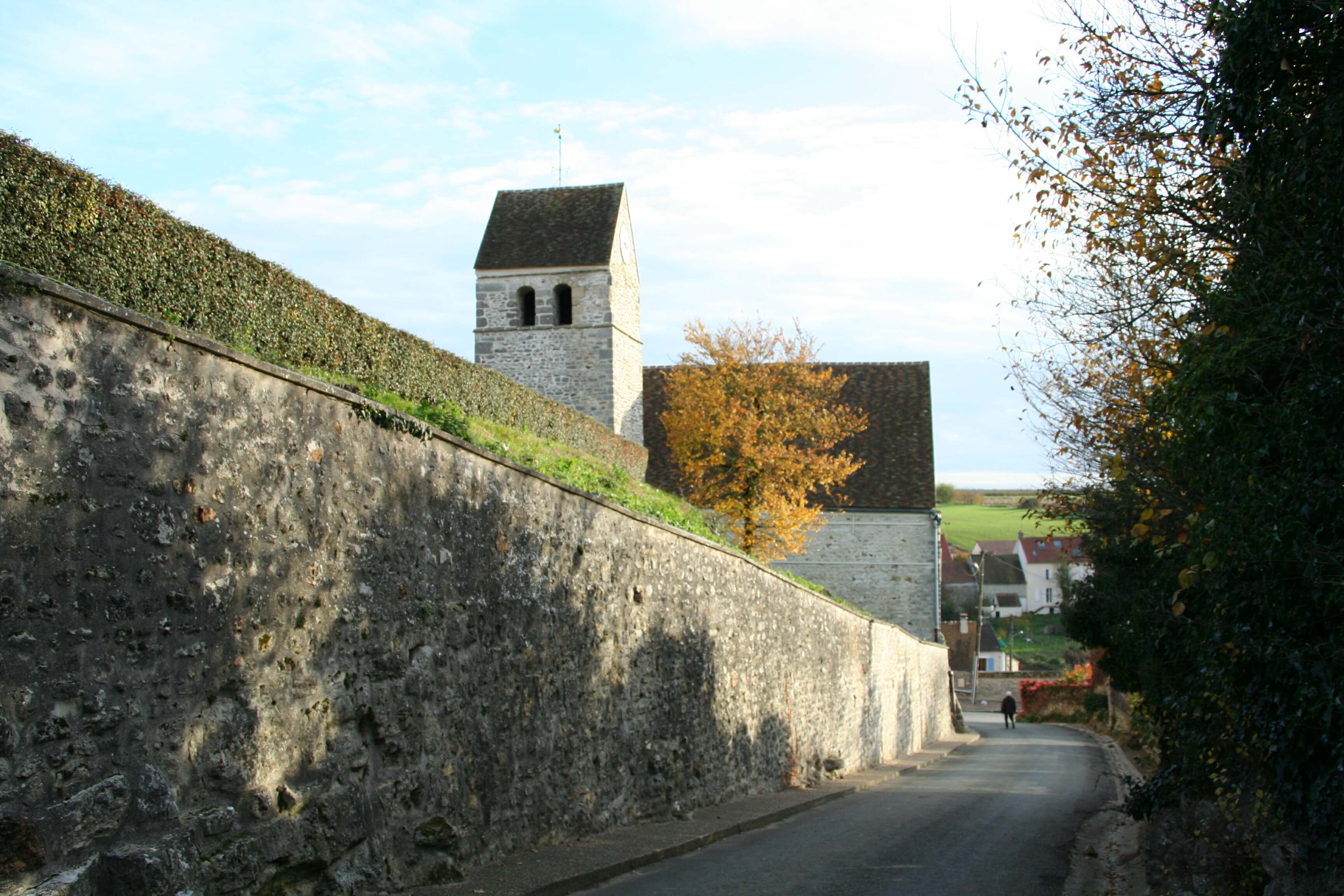
L'église Saint-Pierre-ès-Liens.

### Lieux et monuments
- Église Saint-Pierre-ès-Liens.

L'église a été reconstruite en pierre meulière au XVIe siècle, après avoir été incendiée par les calvinistes le 15 juillet 1585. Elle est dotée d'un clocher massif de forme carrée.
- Fontaine Saint-Pierre.

Ensemble pittoresque datant du XIXe siècle comprenant un lavoir à plusieurs bassins, dont certains abrités, une fontaine et un abreuvoir, alimentés par une source. Elle se situe au pied de l'église.
- Ferme du logis.

Vestige d'un ancien château, où se pratique la cueillette publique des fruits et légumes.
- Girouette originale en fer forgé, 81 Grande-Rue.

### Divers
- Jumeauville se trouve sur le parcours de l'épreuve pédestre Paris-Mantes, 54 kilomètres à la marche, qui se déroule tous les ans début février depuis 1954. Une épreuve courte, 12 kilomètres de marche entre Jumeauville et Mantes-le-Jolie, a été rajoutée en 2002.

### Cinéma
- En 1955, Gilles Grangier tourna place de la Mairie une séquence du film Gas-Oil, avec Jean Gabin et Jeanne Moreau.
- En 1989, Jean Sagols tourna au lavoir et au cimetière des scènes de la série télévisée de l'été 1989 Orages d'été avec Annie Girardot.

### Galerie

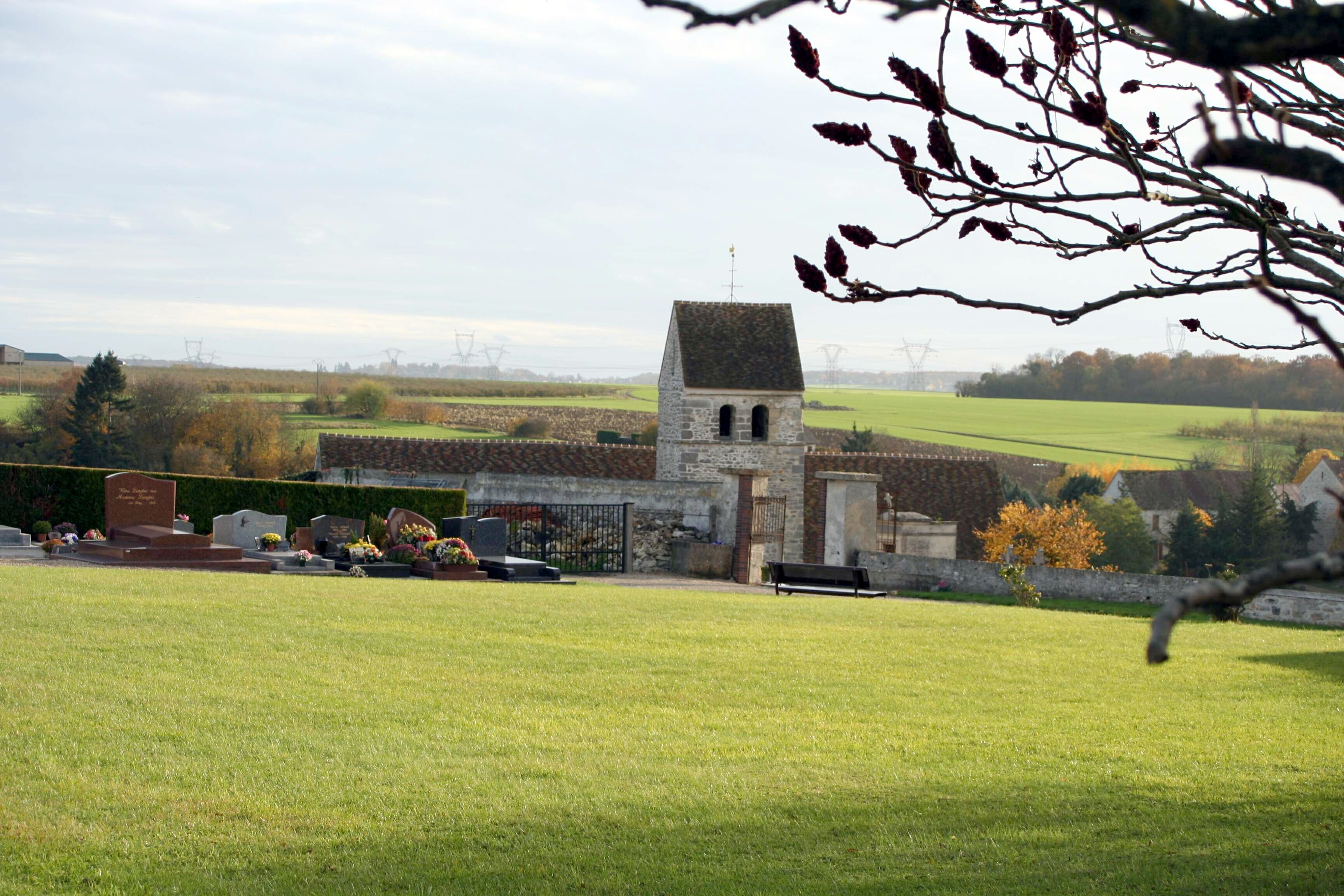
Le clocher vu du cimetière.
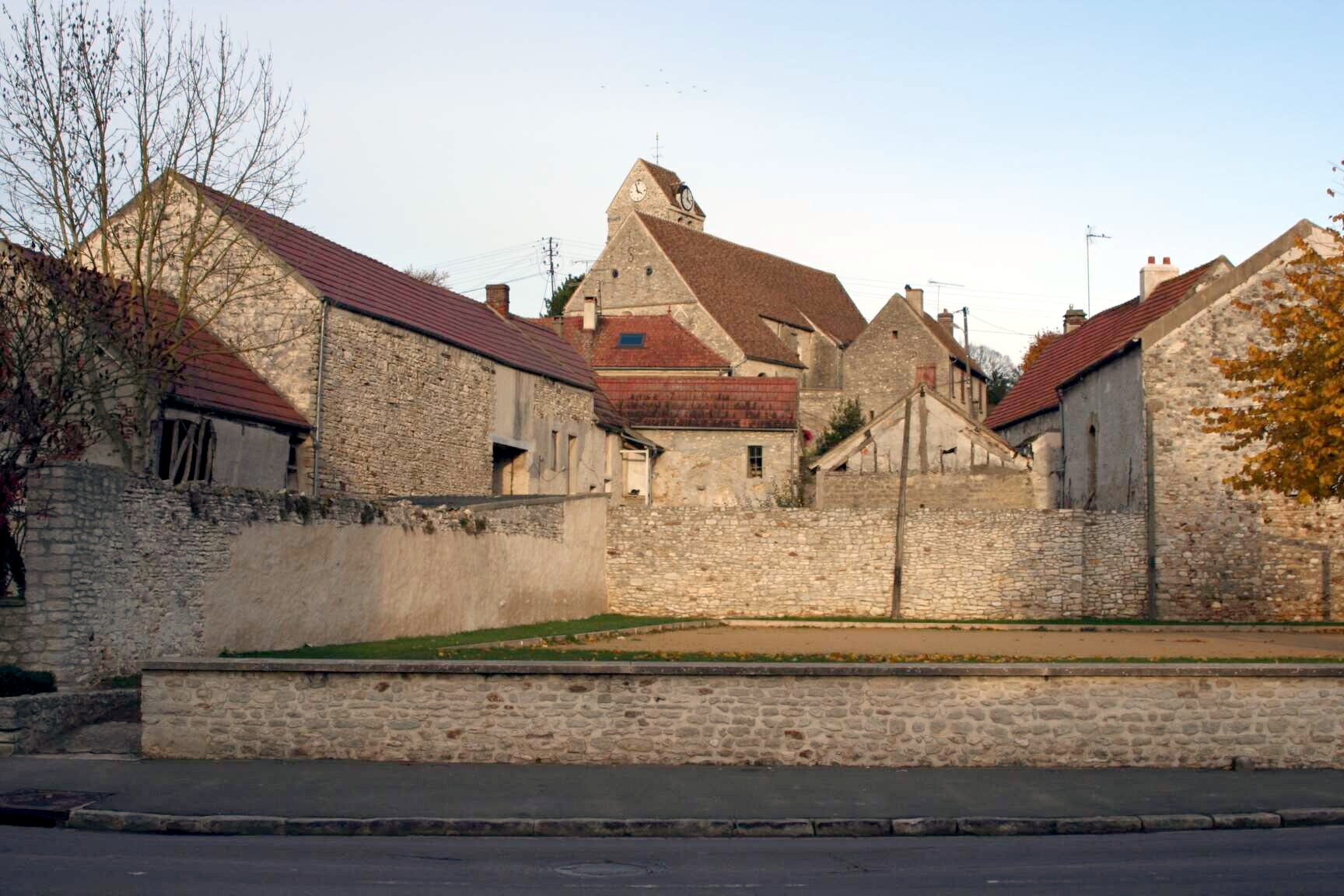
Vue générale.
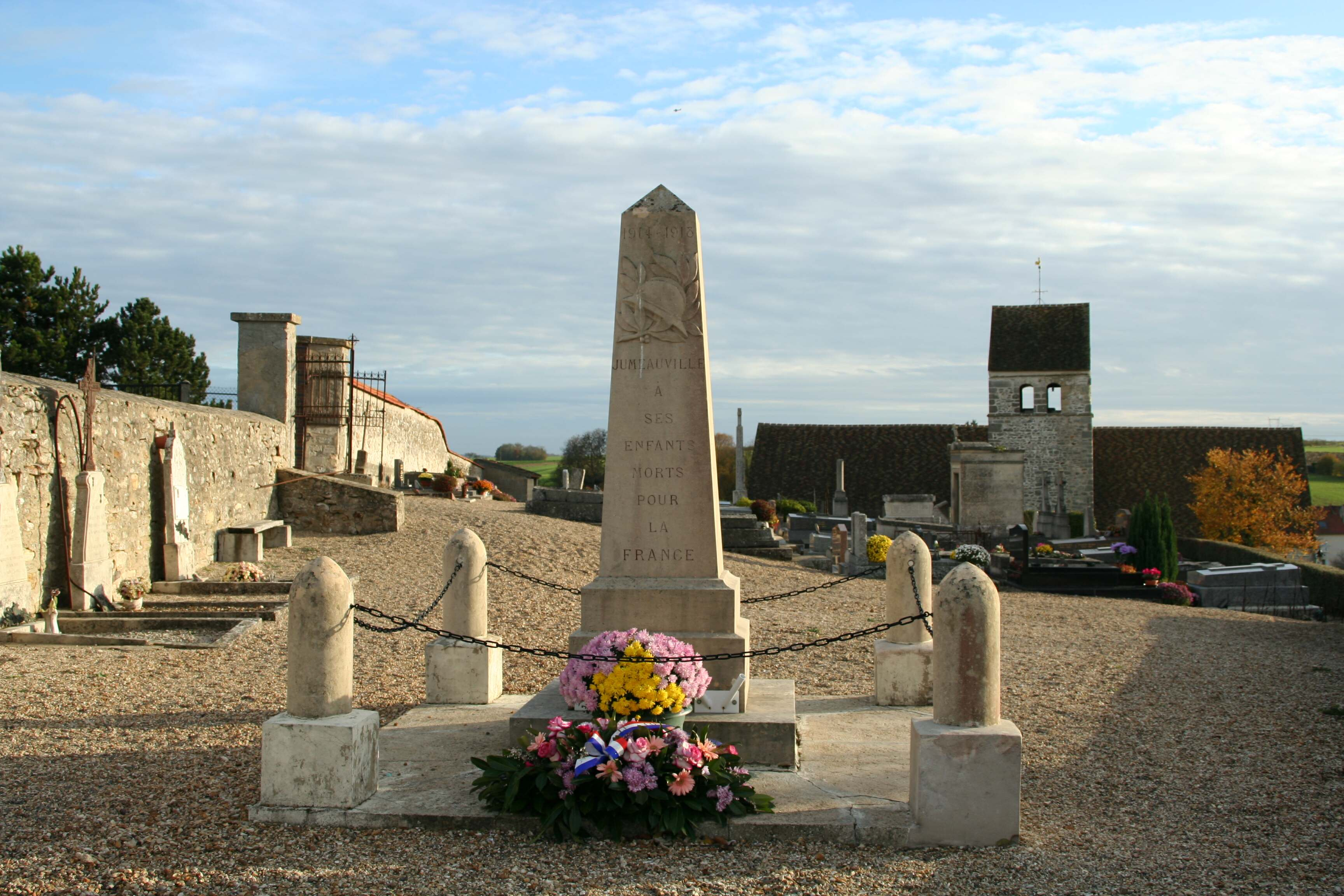
Le monument aux morts.
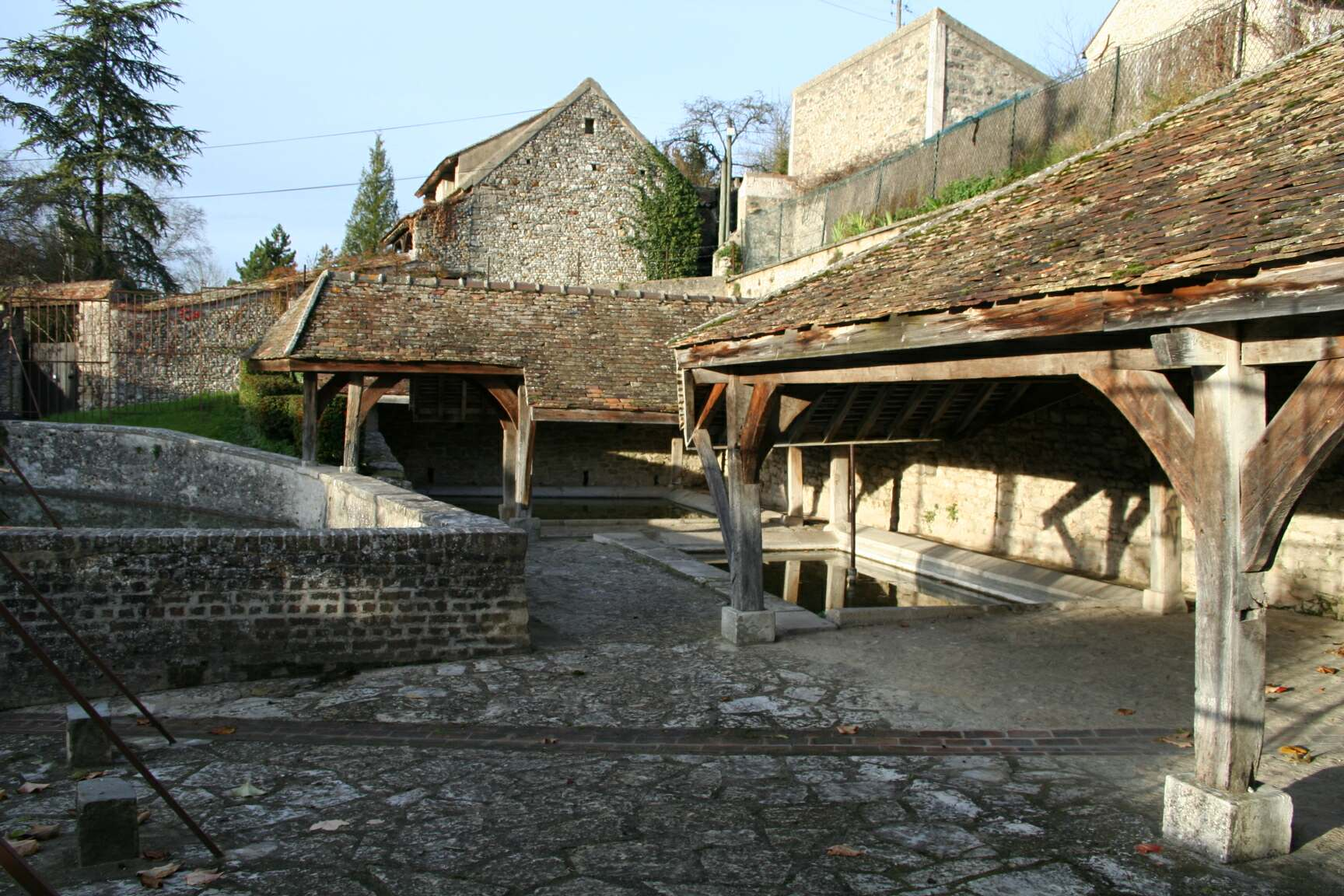
La fontaine Saint-Pierre.

### Héraldique
| Blason de Jumeauville | Blason  | Coupé : au 1er de sinople à une gerbe de blé d'or accostée de deux tours du même maçonnées de sable, au 2d d'argent à deux clés de gueules passées en sautoir, les anneaux liés par une chaîne du même.                                                                |
| Blason de Jumeauville | Détails | Le blé et la couleur verte sont pour la ruralité, les tours sont en mémoire des deux anciens châteaux du village, et évoquent également le nom de ce dernier. Les clés liées renvoient à la dédicace de Saint-Pierre-ès-Liens de la paroisse. Adopté le 15 avril 2021. |